# Zapeando
Zapeando es un programa de televisión español producido por Globomedia que se emite en la sobremesa de la Sexta desde el 18 de noviembre de 2013. El formato, presentado por Dani Mateo y por Miki Nadal en su sustitución, repasa cada jornada televisiva en tono de humor, mezclándola con juegos y diversas secciones. El programa está compuesto por colaboradores como Miki Nadal, Quique Peinado, Cristina Pedroche, Mónica Cruz o Isabel Forner, entre otros.

## Historia
A finales de agosto de 2013 se anunció que La Sexta y Globomedia estaban preparando Zapeando, una tertulia sobre la televisión en la que el presentador y un grupo de colaboradores comentarían en tono de humor toda la actualidad televisiva, tanto nacional como internacional. El 4 de octubre se desveló que Frank Blanco sería su presentador, y unos días después sus colaboradores, que serían Celia Montalbán, César García, Mar Vega, Miki Nadal, Quique Peinado, Santi Villas, Sergi Mas y Susana Guasch.
Aunque su estreno estaba planeado para el 11 de noviembre, Zapeando finalmente comenzó sus emisiones el 18 de noviembre de 2013 a las 15:45 horas. Desde entonces se emite de lunes a viernes en la sobremesa de La Sexta. Tras algunas semanas de emisión, el programa fue incorporando novedades con la intención de dar más fluidez al programa, como la introducción de un guion y la incorporación de una mesa central en la que se sientan tanto el presentador como los colaboradores. Algunos de los colaboradores se marcharon del programa (César García, Mar Vega, Santi Villas, Sergi Mas, Celia Montalbán y Susana Guasch) y se fueron incorporando otros nuevos, como Sara Escudero, Ana Morgade, Cristina Pedroche y Manu Sánchez.
Durante el verano de 2014 se incorporaron al programa algunos nuevos colaboradores, como Anna Simon, el estilista Josie, y los cómicos Goyo Jiménez, El Monaguillo y Leo Harlem. También se fichó a la periodista Sara Bravo para la realización de diversos reportajes en pueblos españoles, la cual se despidió del programa el 28 de agosto.
En marzo de 2015, abandonó temporalmente Cristina Pedroche, y se incorporó la tertuliana Irene Junquera. Anna Simon pasó a ser colaboradora diaria y abandonaron Goyo Jiménez y Manu Sánchez.
En la temporada de verano de 2015, se incorporaron nuevos colaboradores: Salva Reina, Lorena Castell, Julian Iantzi y Carlos Pareja, que sustituyeron a los habituales en sus ausencias por vacaciones. Además, Frank Blanco se tomó una semana de vacaciones por primera vez, siendo sustituido por Ana Morgade, Irene Junquera, Sara Escudero, Miki Nadal y Quique Peinado, un día cada uno. A partir de agosto de 2015 colabora menos frecuentemente, solo ocasionalmente Ana Morgade debido a las grabaciones de Tu cara me suena y Olmos y Robles. En noviembre se incorpora la actriz Llum Barrera, como sustituta de Ana Morgade pero su éxito hizo que se ganara una silla.
En marzo de 2016, Cristina Pedroche vuelve a abandonar temporalmente el programa debido a Pekín Express, y se incorporó el actor Fernando Gil como sustituto oficial, pero solo apareció 2 programas.
En mayo de 2016 se reincorporó Lorena Castell, que colaboró en un par de programas durante ese mes, y volvió en julio. Para la temporada verano 2016 se incorporaron Jorge Ponce, María Lama, María Gómez y Pedro Aznar y dejaron de aparecer Sara Escudero y Leo Harlem.
En septiembre de 2016 se produjo la baja de Sara Escudero, la vuelta de Leo Harlem tras el verano y la incorporación fija, tras estar dos veranos de Lorena Castell.
Durante 2017 colaboró en algunas ocasiones la presentadora Ares Teixidó. Además, en febrero para hacer frente a la competencia de Cuatro, se incorporaron la cantante Chenoa apareciendo los lunes y el showman Mario Vaquerizo para participar con una sección "5 vídeos con Mario", una vez a la semana. En abril la tertuliana Irene Junquera abandonó el programa, debido a su participación ligada a Mediaset España.
En junio se incorporó al programa el humorista Juan Carlos Librado "Nene". Al mes siguiente y durante toda la temporada de verano 2017, Michelle Calvó y Paula Prendes suplieron las ausencias de sus compañeros por vacaciones.
Durante el verano de 2018, Jon Plazaola, David Amor, Lorena Castell, Llum Barrera, Paula Prendes, Chenoa y Leo Harlem sustituyeron a los colaboradores habituales en sus vacaciones. Anna Simon volvió a presentar 2 semanas.
En 2019, el programa renovó su plantilla completamente incorporando 10 fichajes: Ricky Merino, Eva Soriano, José Climent "Fortfast", Angy Fernández, Marián García "La Boticaria García", Rocío Vidal, Marc Giró, Alma Andreu, Valeria Ros y Carolina Iglesias.
Inicialmente, el programa terminaba a las 17:15, pero a mediados de 2014 se aumentó su duración, terminando a las 17:20. A partir del 30 de enero de 2017, el programa duraba 10 minutos más, y terminaba a las 17:30, aunque tres días más tarde se recortó su duración, y actualmente finaliza a las 17:23.
La audiencia del programa ha mejorado mucho desde su inicio, con cuotas de pantalla de entre el 7% y 9% de share y un seguimiento de entre 800.000 y un millón de espectadores de media. Obtuvo su récord histórico en su programa 500 (el 23 de noviembre de 2015), con una media de 1.200.000 espectadores y una cuota de pantalla del 9,4%. A día de hoy, la cadena está satisfecha con la evolución positiva que ha tenido el formato en audiencia, llegando a superar los 800.000 espectadores y ocasionalmente el millón de espectadores.
En verano de 2019, Anna Simon sustituyó a Frank Blanco durante 2 semanas, igual que años anteriores y Alma Andreu, Valeria Ros y Eva Soriano se incorporaron al programa.
El 19 de julio de 2019, Frank Blanco anunció que dejaría de presentar el programa de cara a la siguiente temporada. En su lugar, Dani Mateo se pondría al frente del formato desde septiembre del mismo año.
A finales de agosto de 2019, Chenoa anunció que abandonaría el programa para realizar otros proyectos. Días más tarde, Ana Morgade anunció que también dejaría el programa a partir de septiembre.
El 2 de septiembre de 2019, comenzó una nueva etapa en Zapeando, con Dani Mateo al frente y un nuevo plató, nuevas secciones y un panel de tertulianos estable, compuesto por Anna Simon, Cristina Pedroche, Lorena Castell, Miki Nadal y Quique Peinado.
El jueves 12 de marzo de 2020, la Sexta suspendió el programa para cubrir la actualidad por la Pandemia de enfermedad por coronavirus de 2019-2020. Del 23 al 27 de marzo hicieron una versión especial llamada Zapeando desde casa en la que Dani Mateo conectaba con cada uno de los colaboradores desde sus casas. En esta temporada, Marián García "Boticaria García" fue colaboradora diaria y los programas se grabaron 2 días antes de su emisión. Después de 5 entregas, fue cancelado temporalmente. Volvieron el 27 de abril con una duración inferior, menos colaboradores en plató y más conexiones. Además, desde entonces el programa se divide en Previo Zapeando (de unos 10 minutos), Zapeando (1 hora 10 minutos) y Más Zapeando (10 minutos). Esto no tiene ninguna implicación en la estructura del programa, solo sirve para aumentar el dato de audiencia.
En verano de 2020, Dani Mateo se marchó de vacaciones durante todo el mes de julio y fue sustituido por Anna Simon.
Para la temporada 2020-2021 se mantuvo en principio al equipo titular y se incorporaron Carmen Alcayde, Renata Zanchi y Cristina Plaza con nuevas secciones.
En noviembre de 2020, Anna Simon abandonó el programa tras seis años por incompatibilidad con otros proyectos. En el mismo mes comenzó a colaborar frecuentemente la periodista Thais Villas.
Durante los primeros meses del 2021, Marta Torné, Cristinini e Iñaki Urrutia se incorporaron al programa, y Carmen Alcayde abandonó el formato.
Con la llegada de la temporada 2021-2022, Cristina Plaza, Renata Zanchi y Gotzon Mantuliz dejaron de aparecer en el programa, y Gipsy Chef se incorporó como colaborador semanal.
Para reforzar el elenco de colaboradores, el programa fichó durante el verano de 2022 a Paula Púa, José Lamuño y David Ordinas.
En septiembre de 2022 se incorporó como reportera todoterreno Jiaping Ma, concursante de MasterChef 9.
Tras la marcha de Lorena Castell después de nueve años a finales de abril de 2023, el programa incorporó nuevos rostros mediante la figura de 'El Acoplado', donde Quique Jiménez «Torito», Berta Collado, Ares Teixidó y Eduardo Navarrete pisaron el plató por un día, aunque luego regresarían como colaboradores. En junio de 2023, se produjo la vuelta de Gotzon Mantuliz al programa y la incorporación del vidente Maestro Joao.
En 2023, Josie abandona el programa tras 9 años en él (aunque esté haga su aparición en 2024 para hablar sobre el vestido de Cristina Pedroche).
El 23 de abril de 2024 se incorporó el periodista y presentador Eugeni Alemany.
El programa siguió utilizando la figura de 'El Acoplado' en 2024 con Carla Pulpón, Graciela Álvarez, Elisa Mouliaá, Víctor Elías y Pepa Rus, que pisaron el plató por un día, aunque luego regresarían como colaboradores.
Para el verano de 2024, el programa fichó a Graciela Álvarez, Elisa Mouliaá, Raquel Perera, Víctor Elías y Mónica Cruz para suplir las vacaciones de los colaboradores habituales.
Con la llegada de la temporada 2024-2025, Valeria Ros, Santi Alverú, Berta Collado, Ares Teixidó, Thais Villas, Quique Jiménez «Torito», Gipsy Chef, Maestro Joao y Eduardo Navarrete dejaron de colaborar y se incorporaron con nuevas secciones Raquel Perera, Mariana Gabarra, Natalia Ferviú, Agustín Jiménez, Juan Sanguino, Arun Mansukhani y Paco Jiménez. Además, se afianzaron como colaboradores Mónica Cruz o Víctor Elías tras colaborar durante el verano.
A principios de diciembre de 2024 se incorporó el cómico y guionista Nacho García. 
Durante el verano de 2025, el programa fichó a Jorge Yorya, Laura del Val, Yonyi Arenas y Blas Cantó y recuperó a Irene Junquera tras 8 años.

## Formato
Zapeando es una tertulia televisiva en directo en la que su presentador y los colaboradores comentan con humor lo más destacado de la programación televisiva, así como los espacios más y menos queridos por los espectadores, los mejores vídeos y montajes, los gazapos de los presentadores, el recuerdo de antiguos personajes de éxito televisivo o los anuncios más comentados. Además, el formato introduce invitados en algunas de las emisiones, los cuales comentan algunos de los momentazos televisivos o hablan sobre sus trabajos más recientes.
En ocasiones, algunos colaboradores realizan parodias de algunos de los programas zapeados. Por ejemplo, Miki Nadal parodió a Antonio (propietario de la taberna La concha, aparecido en el programa Pesadilla en la cocina) o al tertuliano de El chiringuito de Jugones, François Gallardo. El programa también ha copiado algunos juegos y secciones de otros espacios, normalmente internacionales, como la guerra de agua popularizada por Jimmy Fallon en su programa The Tonight Show, de la cadena estadounidense NBC. Este "abuso" por parte de Zapeando con el programa estadounidense es, en muchas ocasiones, motivo de broma entre los colaboradores del programa.

## Secciones

### Secciones actuales
- Boticaria García: Semanalmente, la nutricionista Marián García (Boticaria García) desmiente o reafirma creencias populares sobre nuestras prácticas alimenticias con ejemplos prácticos.
- Lol News: Las noticias más prescindibles contadas de la forma más trascendente.
- La canción del verano
- Yonyi en las arenas
- Celebritys: en esta sección, los colaboradores de la mesa analizan las últimas noticias de corazón.
- Visto en redes: selección de los mejores videos vistos en redes sociales.
- Están pasando cosas: sección en la que los colaboradores analizan las noticias de actualidad utilizando el humor para analizar las noticias.

### Secciones antiguas
| Listado de secciones antiguas |
| --- |
| - La sandía millonaria - El Acoplado: Ocasionalmente, un colaborador invitaba al programa a un amigo, que posteriormente pasa a ser tertuliano del programa. Desde su inicio han pasado como "acoplados" Quique Jiménez «Torito», Berta Collado, Ares Teixidó, Eduardo Navarrete, Carla Pulpón, Graciela Álvarez, Elisa Mouliaá, Víctor Elías y Pepa Rus. - Corazón: El humorista Quique Jiménez «Torito» repasaba semanalmente las noticias y titulares más destacados del corazón. - El día del espectador: Santi Alverú traía ocasionalmente al programa quejas, preguntas o apreciaciones sobre los colaboradores o el programa. - Lo que pides y lo que te llega: Valeria Ros era la piloto de pruebas en el mundo de las compras en línea y, en consecuencia, la batalla entre expectativas y realidad en 'Lo que pides y lo que te llega'. - Josie News: El famoso estilista Josie comenta y valora las indumentarias de personas famosas en galas. - Noticias Gourmet: Jesús Vidal semanalmente aportaba a través de una selección de noticias, una perspectiva optimista del mundo en que vivimos. - El consultorio de Josie: Semanalmente, Josie respondía a las preguntas de los espectadores sobre moda y tendencias, enviadas a través de Twitter con el hashtag #ZapeandoRasé. - El juego de la SemAnna: Cada viernes, Anna Simon propone a los colaboradores jugar a un juego que ella ha escogido de un programa de televisión extranjero. En caso de que Anna Simon se ausente ese día, otro colaborador la sustituye y presenta el juego. - El rincón de pensar: Los colaboradores mandan al "rincón de pensar" a un personaje famoso por algún momento polémico que haya protagonizado. - Ronda rápida de ...: Los colaboradores se van turnando para contar chistes cortos sobre un tema de actualidad. - Tweet sondeo: El programa lanza una pregunta en Twitter con dos respuestas posibles para que la audiencia elija la que está acorde con su opinión. - Zap-Check: Parodiando la sección Fact-check de El objetivo, Cristina Pedroche presentan unos titulares al resto de colaboradores, que deberán decidir si la noticia es verdadera o falsa. - Hoy en Zapeando...: Es un breve vídeo avance en el que se avanzaban los temas de los que hablarán en el programa. - Quique community manager: Es la última sección del día o la primera en el caso de que el día anterior no haya dado tiempo. En ella, Quique Peinado muestra las mejores fotos que la audiencia ha enviado a Twitter acorde con el tema propuesto al inicio del programa. - Momentazos televisivos: Cada colaborador trata algún momentazo de la televisión. - Mensaje Institucional de Zapeando - Angy la exploradora: Angy Fernández era la encargada de informar y recoger la última hora de los vídeos más virales y las nuevas tendencias que arrasaban en las redes sociales. - Televintage: Semanalmente, Marc Giró echa la vista atrás y recuerda cómo era la televisión de antes con su característico humor. - Universo Carolina: Carolina Iglesias valora, una vez por semana, los inventos y tendencias futuras y pone su sello, el "Certificarol de calidad", a aquellos que realmente aprueben según su particular criterio. - Marca España - Pseudociencias - Paco Trump y Melania Simon: Miki Nadal se disfraza de Paco Trump, el primo de Donald Trump, y comenta las últimas polémicas del presidente de Estados Unidos. En ocasiones, le acompaña su esposa María Eugenia "Melania" Simon, interpretada por Anna Simon, que asiente con una sonrisa a todo lo que su marido le pide pero se muestra muy triste y pide socorro cuando él no la mira. - Te lo juro por Zapeando, o sea: Anna Simon y Ana Morgade, como Cuqui y Puchi, respectivamente, representan ser sobrinas de Ana Obregón y dan consejos de algún tema con un tono muy pijo y humorístico. También ha colaborado Miki Nadal como Borja, el primo de Cuqui. - Zasca!!: Los colaboradores muestran los cortes más recientes emitidos en TV. Fuera de sección también se muestran vídeos de este tema. - Desapalabrados: Esta sección recopila varios lapsus línguae de aquellos presentadores o personajes que aparecen en televisión. - ¡Cómorl!: Sección en la que se muestran diversos gazapos televisivos, mayoritariamente de programas informativos o de reportajes. - Chisteando: Era una versión de La Voz, en la que tres coaches (Cristina Pedroche, Miki Nadal y Anna Simon) eligían a los mejores concursantes de chistes malos. La sección tiene la misma dinámica que en el programa real. Además, Lorena Castell se encarga de arropar a la familia. - Ten cuidado, Frank, no hagas ningún plan: En esta sección, los colaboradores advertían a Frank Blanco de "las cosas" que no podía hacer el fin de semana. - La Voz de Ricky: Con la emisión de "La Voz" en Antena 3, Ricky Merino comentaba cada martes la emisión de "La Voz" y eligía a su favorito. - ¿Pero qué me estás contando?: Cada uno de los zapeadores sentados en la mesa le traía un vídeo a Leo Harlem para que él diera su opinión y revele si para él eso es un adelanto o más bien un atraso para esta sociedad. - Al Voto Vivo: Parodia del programa Al rojo vivo de La Sexta, donde los zapeadores comentan las anécdotas más divertidas que ha dejado un período electoral o un acontecimiento político. Después de varias ediciones, se ha ido cambiando ligeramente el nombre para adecuarlo con el tema, como Al Vot Viu para las elecciones catalanas de 2015, Al Desfile Vivo para el día de la Hispanidad de 2016, Al Sorteo Vivo sobre la lotería de Navidad o Al Trump Vivo sobre Donald Trump. - Salón de Sorteos y Marrones de Zapeando: En forma de sorteo de lotería, Ani Simon, una azafata con pocas luces interpretada por Anna Simon desde el croma, indica los últimos nombres aparecidos primero en los Papeles de Panamá y luego en los Papeles del paraíso. - 5 vídeos con Mario: Cada colaborador muestra un vídeo sobre un asunto de actualidad y Mario Vaquerizo explica su punto de vista sobre el tema. - El Titular Justo: Parodia de El precio justo, en esta sección Llum Barrera contaba el principio de una noticia real y a continuación daba a elegir a los colaboradores entre 2 finales, de los cuales solo uno era cierto. A modo de broma, se comentaba que es la única sección que tiene una cabecera de salida distinta a la de entrada. - Navideando: En esta sección Cristina Pedroche exponía noticias y daba consejos relacionados con las festividades navideñas. Se realizó en Navidad de 2017. - #ViernesEnZapeando: A raíz de un vídeo viral de un loro bailando mientras su dueño gritaba "¡Ole los viernes!", el programa pedía a los espectadores que les manden un vídeo celebrando ese día de la semana. Así, cada viernes emiten un vídeo nuevo. - Pa'habernos matao: Desde el croma, Anna Simon presenta vídeos de accidentes con el lema "poco nos pasa para lo que nos podría pasar". La primera vez, la sección se llamó Pa'vernos matao, aunque argumentaron que "de las dos formas está mal escrito". - FrankyNews: Frank Blanco contaba noticias y novedades relacionadas con programas de la cadena. Solía incluir algún vídeo avance. - La Sexta cumple 10 años: Debido al décimo aniversario de la Sexta, los colaboradores presentan vídeos de distintos programas destacados de la cadena, cada día sobre una temática distinta. - Tu playback me suena: Uno de los colaboradores (normalmente Ana Morgade o Cristina Pedroche) reta a un famoso invitado a ver quién hace el mejor playback de una canción conocida. Es una parodia del programa Tu cara me suena. - Solo ante tu zapping: El equipo del programa daba la oportunidad de ponerle a un invitado un zapping aparecido en el programa en los que se ha hablado "mal" de dicha persona para que "se defendiera". - Enséñame tu móvil: El equipo de Zapeando le pide a un invitado que no acude a plató que le explique o le hable de las cosas que tiene en el móvil, de grupos de chats, sus vídeos preferidos... - GaZapeando: Manu Sánchez o, en su ausencia, otro colaborador mostraba los momentos del propio programa donde los miembros del equipo se equivocan. - Infarto TV: Sara Escudero comentaba los robos más divertidos y peligrosos de la actualidad. - Piscina Mix: Reportajes veraniegos de Irene Junquera en una piscina donde enseña vídeos de juegos a los bañistas para luego organizarlos. El nombre de la sección es una parodia del programa de Antena 3 Arena Mix. - Le queda para septiembre: Finalizado el curso escolar, los colaboradores se reúnen como si fuera un claustro de profesores para exponer las asignaturas que ha suspendido un alumno. Dicho "alumno" es un colaborador de otros programas y ha sido zapeado en ocasiones anteriores, por ejemplo, Susanna Griso o Tomás Roncero. - Goyo en USA: Goyo Jiménez sacaba defectos, incongruencias o simplemente hablaba de una serie estadounidense. También solía comparar la cultura española con la estadounidense basándose en temas concretos. Por ejemplo, compara los concursos, telediarios o postureos de ambos países, dejando ver que el país norteamericano superaba al español en ello. - Sincronizados: A una pareja de hombre y mujer famosa que trabajan juntos (un actor y una actriz de una misma serie, por ejemplo), se les pregunta por separados cosas del otro para saber cúanto se conocen entre sí. Por ejemplo "¿A fulanito le gusta más la montaña o la playa?". El entrevistado responde y el otro verifica la respuesta. Primero se le preguntan cosas a uno sobre el otro y luego intercambian papeles. - Perrea, perrea: Cristina Pedroche traía vídeos graciosos de perros mientras bailaba perreando. - Pesadilla con Cristina: parodia de Pesadilla en la cocina, donde Cristina Pedroche cocinaba diversos platos como un huevo frito o mayonesa. - El cilipollas del verano/otoño/Navidad/invierno: consistía en un vídeo diario de gente teniendo accidentes cómicos en escenarios relacionados con la estación del año en la que se estaba en ese momento. Esta sección no se llegó a realizar en primavera. La sección se llama "cilipollas", con "C", debido a un guiño del programa a Wild Frank porque los habitantes de una tribu del Amazonas confundieron la palabra correcta, con "G", con "cilipollas". - Noticias que nunca verás en la tele: El equipo de Zapeando analizaba las noticias más curiosas y divertidas que no contaban los presentadores de informativos. - Parecidos matemáticos: Se mostraban en el programa fotos que la gente envía al programa con el hashtag #ParecidosZapeando. El contenido de la foto son dos imágenes, con dos rostros distintos (se supone que uno de los rostros tiene que ser el de la persona que manda la foto) que, mezclados entre sí, darían el rostro de la persona que aparece en una tercera imagen. Este último rostro suele ser el de un famoso. - Algo para recordar: Miki Nadal rememoraba algún programa mítico de la televisión. |

## Equipo

### Presentadores
| Presentadores  | Información            |      |      |      |      |      |      |      |      |      |      |      |      |      |
| Presentadores  | Información            | 2013 | 2014 | 2015 | 2016 | 2017 | 2018 | 2019 | 2020 | 2021 | 2022 | 2023 | 2024 | 2025 |
| -------------- | ---------------------- | ---- | ---- | ---- | ---- | ---- | ---- | ---- | ---- | ---- | ---- | ---- | ---- | ---- |
| Frank Blanco   | Presentador titular    |      |      |      |      |      |      |      |      |      |      |      |      |      |
| Anna Simon     | Presentadora sustituta |      |      |      |      |      |      |      |      |      |      |      |      |      |
| Dani Mateo     | Presentador titular    |      |      |      |      |      |      |      |      |      |      |      |      |      |
| Lorena Castell | Presentadora sustituta |      |      |      |      |      |      |      |      |      |      |      |      |      |
| Miki Nadal     | Presentador sustituto  |      |      |      |      |      |      |      |      |      |      |      |      |      |

     Presentador titular
     Presentador suplente

### Presentadores esporádicos
| Presentadores     | Información             |      |      |      |      |      |      |      |      |      |      |      |      |      | Programas                                                    |
| Presentadores     | Información             | 2013 | 2014 | 2015 | 2016 | 2017 | 2018 | 2019 | 2020 | 2021 | 2022 | 2023 | 2024 | 2025 | Programas                                                    |
| ----------------- | ----------------------- | ---- | ---- | ---- | ---- | ---- | ---- | ---- | ---- | ---- | ---- | ---- | ---- | ---- | ------------------------------------------------------------ |
| Ana Morgade       | Presentadora esporádica |      |      |      |      |      |      |      |      |      |      |      |      |      | Programa 426                                                 |
| Quique Peinado    | Presentador esporádico  |      |      |      |      |      |      |      |      |      |      |      |      |      | Programa 428; 2.419-2.422                                    |
| Sara Escudero     | Presentadora esporádica |      |      |      |      |      |      |      |      |      |      |      |      |      | Programa 429                                                 |
| Irene Junquera    | Presentadora esporádica |      |      |      |      |      |      |      |      |      |      |      |      |      | Programa 430                                                 |
| María Gómez       | Presentadora esporádica |      |      |      |      |      |      |      |      |      |      |      |      |      | Programa 1.909; 1.921; 2.414-2.418                           |
| Cristina Pedroche | Presentadora esporádica |      |      |      |      |      |      |      |      |      |      |      |      |      | Programa 2.131; 2.140; 2.558: 2.853                          |
| Valeria Ros       | Presentadora esporádica |      |      |      |      |      |      |      |      |      |      |      |      |      | Programa 2.423-2.427; 2.493; 2.495-2.497; 2.519-2.521; 2.599 |

### Tertulianos
| Colaboradores     | Información                         |      |      |      |      |      |      |      |      |      |      |      |      |      |
| Colaboradores     | Información                         | 2013 | 2014 | 2015 | 2016 | 2017 | 2018 | 2019 | 2020 | 2021 | 2022 | 2023 | 2024 | 2025 |
| ----------------- | ----------------------------------- | ---- | ---- | ---- | ---- | ---- | ---- | ---- | ---- | ---- | ---- | ---- | ---- | ---- |
| Miki Nadal        | Colaborador y cómico                |      |      |      |      |      |      |      |      |      |      |      |      |      |
| Quique Peinado    | Periodista y escritor               |      |      |      |      |      |      |      |      |      |      |      |      |      |
| Cristina Pedroche | Colaboradora y presentadora         |      |      |      |      |      |      |      |      |      |      |      |      |      |
| Irene Junquera    | Periodista deportiva y presentadora |      |      |      |      |      |      |      |      |      |      |      |      |      |
| María Gómez       | Presentadora                        |      |      |      |      |      |      |      |      |      |      |      |      |      |
| Maya Pixelskaya   | Colaboradora de televisión          |      |      |      |      |      |      |      |      |      |      |      |      |      |
| Iñaki Urrutia     | Humorista, presentador y actor      |      |      |      |      |      |      |      |      |      |      |      |      |      |
| Isabel Forner     | Periodista deportiva                |      |      |      |      |      |      |      |      |      |      |      |      |      |
| Mónica Cruz       | Bailarina, actriz y modelo          |      |      |      |      |      |      |      |      |      |      |      |      |      |
| Nacho García      | Cómico, locutor y guionista         |      |      |      |      |      |      |      |      |      |      |      |      |      |
| Jorge Yorya       | Cómico y guionista                  |      |      |      |      |      |      |      |      |      |      |      |      |      |
| Laura del Val     | Cómica                              |      |      |      |      |      |      |      |      |      |      |      |      |      |

### Colaboradores con sección
| Colaboradores            | Información                           |      |      |      |      |      |      |      |      |      |      |      |      |      |
| Colaboradores            | Información                           | 2013 | 2014 | 2015 | 2016 | 2017 | 2018 | 2019 | 2020 | 2021 | 2022 | 2023 | 2024 | 2025 |
| ------------------------ | ------------------------------------- | ---- | ---- | ---- | ---- | ---- | ---- | ---- | ---- | ---- | ---- | ---- | ---- | ---- |
| Boticaria García         | Divulgadora científica y colaboradora |      |      |      |      |      |      |      |      |      |      |      |      |      |
| Alberto Rey              | Experto en cine                       |      |      |      |      |      |      |      |      |      |      |      |      |      |
| Jiaping Ma               | Concursante de MasterChef 9           |      |      |      |      |      |      |      |      |      |      |      |      |      |
| Iñaki de la Torre        | Periodista y crítico musical          |      |      |      |      |      |      |      |      |      |      |      |      |      |
| Francisco Cacho          | Meteorólogo                           |      |      |      |      |      |      |      |      |      |      |      |      |      |
| Víctor Algra             | Veterinario                           |      |      |      |      |      |      |      |      |      |      |      |      |      |
| Raquel Perera            | Psicóloga y empresaria                |      |      |      |      |      |      |      |      |      |      |      |      |      |
| Juan Sangino             | Periodista                            |      |      |      |      |      |      |      |      |      |      |      |      |      |
| Paco Jiménez             | Periodista                            |      |      |      |      |      |      |      |      |      |      |      |      |      |
| Arun Mansukhani          | Psicólogo                             |      |      |      |      |      |      |      |      |      |      |      |      |      |
| María José Gómez y Verdú | Experta en protocolo                  |      |      |      |      |      |      |      |      |      |      |      |      |      |
| Marina Comes             | Influencer de viajes                  |      |      |      |      |      |      |      |      |      |      |      |      |      |
| Sergio Peinado           | Entrenador personal                   |      |      |      |      |      |      |      |      |      |      |      |      |      |
| Daniel Fez               | Cómico y tiktoker                     |      |      |      |      |      |      |      |      |      |      |      |      |      |
| Yonyi Arenas             | Reportero                             |      |      |      |      |      |      |      |      |      |      |      |      |      |
| Blas Cantó               | Cantante                              |      |      |      |      |      |      |      |      |      |      |      |      |      |

### El Acoplado
| Acoplado/a              | Información                           | Acoplado/a de... | Fecha               |
| ----------------------- | ------------------------------------- | ---------------- | ------------------- |
| Gakian                  | Influencer y cómica                   | Quique Peinado   | 20 de abril de 2023 |
| Quique Jiménez «Torito» | Periodista y reportero                | Valeria Ros      | 10 de mayo de 2023  |
| Berta Collado           | Presentadora y periodista             | Miki Nadal       | 16 de mayo de 2023  |
| Ares Teixidó            | Presentadora y colaboradora           | Dani Mateo       | 23 de mayo de 2023  |
| Eduardo Navarrete       | Diseñador y colaborador de televisión |                  | 31 de mayo de 2023  |
| Carla Pulpón            | Actriz de teatro y televisión         |                  | 22 de marzo de 2024 |
| Graciela Álvarez        | Presentadora de televisión            | Miki Nadal       | 7 de junio de 2024  |
| Elisa Mouliaá           | Actriz y presentadora                 | Dani Mateo       | 12 de junio de 2024 |
| Víctor Elías            | Actor, músico y productor             | María Gómez      | 2 de julio de 2024  |
| Pepa Rus                | Actriz, humorista y cantante          | Dani Mateo       | 17 de julio de 2024 |

### Colaboradores antiguos
| Colaboradores                        | Información                                  |      |      |      |      |      |      |      |      |      |      |      |      |      |
| Colaboradores                        | Información                                  | 2013 | 2014 | 2015 | 2016 | 2017 | 2018 | 2019 | 2020 | 2021 | 2022 | 2023 | 2024 | 2025 |
| ------------------------------------ | -------------------------------------------- | ---- | ---- | ---- | ---- | ---- | ---- | ---- | ---- | ---- | ---- | ---- | ---- | ---- |
| Ana Morgade                          | Actriz, presentadora y humorista             |      |      |      |      |      |      |      |      |      |      |      |      |      |
| Manu Sánchez                         | Colaborador                                  |      |      |      |      |      |      |      |      |      |      |      |      |      |
| César García                         | Colaborador                                  |      |      |      |      |      |      |      |      |      |      |      |      |      |
| Susana Guasch                        | Periodista y presentadora                    |      |      |      |      |      |      |      |      |      |      |      |      |      |
| Mar Vega                             | Colaboradora                                 |      |      |      |      |      |      |      |      |      |      |      |      |      |
| Santi Villas                         | Colaborador                                  |      |      |      |      |      |      |      |      |      |      |      |      |      |
| Celia Montalbán                      | Periodista y presentadora                    |      |      |      |      |      |      |      |      |      |      |      |      |      |
| Thais Villas                         | Periodista                                   |      |      |      |      |      |      |      |      |      |      |      |      |      |
| Sergi Mas                            | Actor, cómico y periodista                   |      |      |      |      |      |      |      |      |      |      |      |      |      |
| Josie                                | Estilista                                    |      |      |      |      |      |      |      |      |      |      |      |      |      |
| Anna Simon                           | Colaboradora y presentadora                  |      |      |      |      |      |      |      |      |      |      |      |      |      |
| Leo Harlem                           | Humorista, actor y monologuista              |      |      |      |      |      |      |      |      |      |      |      |      |      |
| Berta Collado                        | Presentadora y periodista                    |      |      |      |      |      |      |      |      |      |      |      |      |      |
| Mónica Monferrer                     | Actriz                                       |      |      |      |      |      |      |      |      |      |      |      |      |      |
| Sara Bravo                           | Reportera                                    |      |      |      |      |      |      |      |      |      |      |      |      |      |
| Tomás García                         | Monologuista y comediante                    |      |      |      |      |      |      |      |      |      |      |      |      |      |
| Goyo Jiménez                         | Humorista                                    |      |      |      |      |      |      |      |      |      |      |      |      |      |
| Sara Escudero                        | Cómica, presentadora y actriz                |      |      |      |      |      |      |      |      |      |      |      |      |      |
| Lorena Castell                       | Colaboradora y presentadora                  |      |      |      |      |      |      |      |      |      |      |      |      |      |
| Llum Barrera                         | Actriz, presentadora y humorista             |      |      |      |      |      |      |      |      |      |      |      |      |      |
| Carlos Pareja                        | Guionista y colaborador                      |      |      |      |      |      |      |      |      |      |      |      |      |      |
| Julian Iantzi                        | Presentador                                  |      |      |      |      |      |      |      |      |      |      |      |      |      |
| Salva Reina                          | Actor y humorista                            |      |      |      |      |      |      |      |      |      |      |      |      |      |
| Pedro Aznar                          | Periodista y locutor de radio                |      |      |      |      |      |      |      |      |      |      |      |      |      |
| María Lama                           | Periodista y locutora de radio               |      |      |      |      |      |      |      |      |      |      |      |      |      |
| Jorge Ponce                          | Humorista                                    |      |      |      |      |      |      |      |      |      |      |      |      |      |
| Michelle Calvó                       | Actriz                                       |      |      |      |      |      |      |      |      |      |      |      |      |      |
| Mario Vaquerizo                      | Colaborador y cantante                       |      |      |      |      |      |      |      |      |      |      |      |      |      |
| Ares Teixidó                         | Presentadora y colaboradora                  |      |      |      |      |      |      |      |      |      |      |      |      |      |
| Juan Carlos Librado «Nene»           | Monologuista y actor                         |      |      |      |      |      |      |      |      |      |      |      |      |      |
| Paula Prendes                        | Actriz y presentadora                        |      |      |      |      |      |      |      |      |      |      |      |      |      |
| Chenoa                               | Cantante                                     |      |      |      |      |      |      |      |      |      |      |      |      |      |
| David Amor                           | Actor y humorista                            |      |      |      |      |      |      |      |      |      |      |      |      |      |
| Jon Plazaola                         | Actor y humorista                            |      |      |      |      |      |      |      |      |      |      |      |      |      |
| Marc Giró                            | Estilista y colaborador                      |      |      |      |      |      |      |      |      |      |      |      |      |      |
| José Climent «Fortfast»              | Youtuber                                     |      |      |      |      |      |      |      |      |      |      |      |      |      |
| Carolina Iglesias                    | Guionista, youtuber y cómica                 |      |      |      |      |      |      |      |      |      |      |      |      |      |
| Ricky Merino                         | Actor, cantante y concursante de OT 2017     |      |      |      |      |      |      |      |      |      |      |      |      |      |
| Angy Fernández                       | Actriz, cantante y presentadora              |      |      |      |      |      |      |      |      |      |      |      |      |      |
| Rocío Vidal «La Gata de Schrödinger» | Youtuber y divulgadora                       |      |      |      |      |      |      |      |      |      |      |      |      |      |
| Alma Andreu «La Forte»               | Comunicadora y periodista                    |      |      |      |      |      |      |      |      |      |      |      |      |      |
| Eva Soriano                          | Cómica y presentadora                        |      |      |      |      |      |      |      |      |      |      |      |      |      |
| Borja Pavón                          | Periodista y youtuber                        |      |      |      |      |      |      |      |      |      |      |      |      |      |
| Javier Cansado                       | Humorista                                    |      |      |      |      |      |      |      |      |      |      |      |      |      |
| El Chojin                            | Rapero                                       |      |      |      |      |      |      |      |      |      |      |      |      |      |
| Sergio Gascón                        | Periodista                                   |      |      |      |      |      |      |      |      |      |      |      |      |      |
| Jesús Vidal                          | Actor                                        |      |      |      |      |      |      |      |      |      |      |      |      |      |
| Isabel Zubiaurre                     | Meteoróloga                                  |      |      |      |      |      |      |      |      |      |      |      |      |      |
| Susana Rodríguez                     | Periodista                                   |      |      |      |      |      |      |      |      |      |      |      |      |      |
| Gotzon Mantuliz                      | Modelo y presentador                         |      |      |      |      |      |      |      |      |      |      |      |      |      |
| Valeria Ros                          | Actriz y cómica                              |      |      |      |      |      |      |      |      |      |      |      |      |      |
| Santi Alverú                         | Colaborador y cómico                         |      |      |      |      |      |      |      |      |      |      |      |      |      |
| Cristina Plaza                       | Colaboradora de televisión                   |      |      |      |      |      |      |      |      |      |      |      |      |      |
| Renata Zanchi                        | Modelo y presentadora                        |      |      |      |      |      |      |      |      |      |      |      |      |      |
| Carmen Alcayde                       | Periodista, presentadora y actriz            |      |      |      |      |      |      |      |      |      |      |      |      |      |
| Paula Arcila                         | Presentadora                                 |      |      |      |      |      |      |      |      |      |      |      |      |      |
| Ana María Simón                      | Presentadora                                 |      |      |      |      |      |      |      |      |      |      |      |      |      |
| Cristinini                           | Realizadora de directos de twitch y youtuber |      |      |      |      |      |      |      |      |      |      |      |      |      |
| Marta Torné                          | Actriz                                       |      |      |      |      |      |      |      |      |      |      |      |      |      |
| Paula Púa                            | Cómica y guionista                           |      |      |      |      |      |      |      |      |      |      |      |      |      |
| Pablo Albuerne «Gipsy Chef»          | Chef                                         |      |      |      |      |      |      |      |      |      |      |      |      |      |
| Vanessa Guerra                       | Experta en lenguaje corporal                 |      |      |      |      |      |      |      |      |      |      |      |      |      |
| José Lamuño                          | Actor                                        |      |      |      |      |      |      |      |      |      |      |      |      |      |
| David Ordinas                        | Presentador, actor y cantante                |      |      |      |      |      |      |      |      |      |      |      |      |      |
| Alana «La Hija del Jeque»            | Influencer                                   |      |      |      |      |      |      |      |      |      |      |      |      |      |
| Gakian                               | Influencer y cómica                          |      |      |      |      |      |      |      |      |      |      |      |      |      |
| Eduardo Navarrete                    | Diseñador y colaborador de televisión        |      |      |      |      |      |      |      |      |      |      |      |      |      |
| Maestro Joao                         | Vidente y colaborador de televisión          |      |      |      |      |      |      |      |      |      |      |      |      |      |
| Quique Jiménez «Torito»              | Periodista y reportero                       |      |      |      |      |      |      |      |      |      |      |      |      |      |
| Carla Pulpón                         | Actriz de teatro y televisión                |      |      |      |      |      |      |      |      |      |      |      |      |      |
| Javier Peña                          | Divulgador medioambiental                    |      |      |      |      |      |      |      |      |      |      |      |      |      |
| Jaime Astrain                        | Exfutbolista, modelo y tertuliano            |      |      |      |      |      |      |      |      |      |      |      |      |      |
| Elisa Mouliaá                        | Actriz y presentadora                        |      |      |      |      |      |      |      |      |      |      |      |      |      |
| Mariona Gabarra                      | Psicóloga y sexóloga                         |      |      |      |      |      |      |      |      |      |      |      |      |      |
| Agustín Jiménez                      | Actor y humorista                            |      |      |      |      |      |      |      |      |      |      |      |      |      |
| Eugeni Alemany                       | Periodista y humorista                       |      |      |      |      |      |      |      |      |      |      |      |      |      |
| Graciela Álvarez                     | Presentadora de televisión                   |      |      |      |      |      |      |      |      |      |      |      |      |      |
| Víctor Elías                         | Actor, músico y productor                    |      |      |      |      |      |      |      |      |      |      |      |      |      |
| Natalia Ferviú                       | Estilista, DJ y colaboradora de televisión   |      |      |      |      |      |      |      |      |      |      |      |      |      |

## Temporadas y audiencias
| Temporada | Temporada | Programas       | Estreno                 | Final                   | Audiencia media | Audiencia media |
| Temporada | Temporada | Programas       | Estreno                 | Final                   | Espectadores    | Cuota           |
| --------- | --------- | --------------- | ----------------------- | ----------------------- | --------------- | --------------- |
|           | 1.ª       | 1-191           | 18 de noviembre de 2013 | 29 de agosto de 2014    | 708 000         | 5,9%            |
|           | 2.ª       | 192-445         | 1 de septiembre de 2014 | 4 de septiembre de 2015 | 868 000         | 7,0%            |
|           | 3.ª       | 446-696         | 7 de septiembre de 2015 | 2 de septiembre de 2016 | 875 000         | 7,1%            |
|           | 4.ª       | 697-946         | 5 de septiembre de 2016 | 1 de septiembre de 2017 | 805 000         | 6,8%            |
|           | 5.ª       | 947-1192        | 4 de septiembre de 2017 | 31 de agosto de 2018    | 809 000         | 6,7%            |
|           | 6.ª       | 1193-1442       | 3 de septiembre de 2018 | 30 de agosto de 2019    | 759 000         | 6,5%            |
|           | 7.ª       | 1443-1675       | 2 de septiembre de 2019 | 4 de septiembre de 2020 | 778 000         | 6,7%            |
|           | 8.ª       | 1676-1929       | 7 de septiembre de 2020 | 3 de septiembre de 2021 | 695 000         | 6,6%            |
|           | 9.ª       | 1930-2180       | 6 de septiembre de 2021 | 2 de septiembre de 2022 | 631 000         | 6,4%            |
|           | 10.ª      | 2181-2432       | 5 de septiembre de 2022 | 1 de septiembre de 2023 | 608 000         | 6,2%            |
|           | 11.ª      | 2433-2683       | 4 de septiembre de 2023 | 30 de agosto de 2024    | 533 000*        | 5,7%*           |
|           | 12.ª      | 2684-           | 2 de septiembre de 2024 | agosto de 2025          |                 |                 |
|           | 13.ª      |                 | 1 de septiembre de 2025 | agosto de 2026          |                 |                 |
| Media     | Media     | 2684 (2/9/2024) | 18 de noviembre de 2013 |                         |                 |                 |

(*) Datos provisionales

## Repercusiones
- Venezuela: en mayo de 2016, el presidente Nicolás Maduro destacó que aparecía con bastante frecuencia en programas de humor como Zapeando y El Intermedio.[20] Meses más tarde, en febrero de 2017, Maduro admitió ser fan del programa, mencionando concretamente a Quique Peinado, un hecho que apareció en los titulares de los informativos de laSexta.[21]
- Argentina: en junio de 2016, durante la participación de Marta Sánchez en el programa argentino Este es el show, los colaboradores de Zapeando mostraron las imágenes y se quejaron de las malas valoraciones que recibía la cantante. En el siguiente programa, los jueces del talent show respondieron a los zapeadores, que terminaron enviándose mensajes mutuamente a través de sus respectivos programas. Además, el presentador José María Listorti llamó por teléfono a Zapeando para comentar lo que ambos programas llamaron "escándalo internacional".[22]
- Estados Unidos: en septiembre de 2014, el programa mostró imágenes de Ximena Córdoba, que les llamó la atención por su curiosa forma de dar el tiempo cantando en el canal americano Univision. Al día siguiente, ella mandó un saludo a Zapeando, que los zapeadores le devolvieron. Después de varias conexiones vía Skype, la presentadora viajó a España y apareció en el programa 201 de Zapeando.[23]

### Polémicas
Zapeando comenzó sus emisiones con una dura crítica por parte del público, que señalaba que estaban bastante lejos de llegar a ser algo parecido a Sé lo que hicisteis y que el programa se acercaba mucho al formato de otros como Sálvame. Sin embargo, después de varias modificaciones en la estructura del programa, el programa ha conseguido mejores audiencias. Irónicamente, cuando Dani Mateo empezó a presentar el programa en septiembre de 2019, recibió críticas por ser demasiado parecido a Sé lo que hicisteis…, por lo que tuvieron que retomar el antiguo formato al día siguiente.
En marzo de 2014, la cadena eclesiástica 13 TV prohibió a Zapeando y a El intermedio, ambos de la productora Globomedia, emitir imágenes de dicha cadena debido a la mala publicidad que le daban, ya que, según la cadena, muchos de los zappings que ponían eran utilizados como medio de mofa por parte de ambos programas.
También en marzo de 2014, Zapeando dejó de emitir imágenes de Televisión Española en su programa, cuando antes nunca faltaban secuencias protagonizadas por Mariló Montero, Toñi Moreno o España directo. Más tarde, tras varios meses sin emitir imágenes de TVE, el 24 de julio de 2014, "zapearon" la final de la segunda edición de MasterChef. Ello se debe a que, aunque no tenía la prohibición de emitirlas, Globomedia y la cadena pública llegaron a un acuerdo en el que TVE cobraría por la emisión de sus imágenes. No en vano, TVE hacía tiempo que se quejaba del abuso que de sus imágenes llenaban algunos programas de televisión, de ahí que haya establecido que se pague por su utilización. Debido al bajo presupuesto de Zapeando, ya no emiten más vídeos de la cadena pública.
Zapeando también tuvo una pequeña polémica en uno de los primeros programas, en el que el actor Paco León insinuaba con humor el inminente fin del programa por sus bajos datos de audiencia. Esto ocurrió cuando Frank Blanco le preguntó cómo se trabajaba en un programa (la serie Aída) en la que el final estaba cerca, a lo que Paco le respondió "No sé, dímelo tú", dejando entrever que el programa corría el riesgo de desaparecer de la parrilla de La Sexta. Desde entonces en el programa se ha hablado mucho de ese suceso y muy lejos de dejarlo como tabú, han repetido muchas veces las imágenes del momento para reírse del zasca de Paco León. Es más, este momento se convirtió el 1 de agosto de 2014 en el ganador de "El zasca del año", categoría de la sección Premios Zapeando.
En su sección en el programa 1450 de Zapeando , Valeria Ros se presentó en escena con un disfraz de enfermera sexy, hizo su parte con normalidad, pero el sindicato de enfermeras consideró que era ofensivo, denigrante y ridículo, lo cual causó una gran polémica al respecto. En la siguiente emisión del programa, el presentador Dani Mateo, pidió disculpas públicas por las molestias ocasionadas, aunque dijo que se podría repetir.
En 2019, Frank Blanco abandonaba el programa supuestamente por decisión propia. Seis años más tarde FranK Blanco afirma en el pódcast Zona Rainpod que realmente fue despedido y que no fue en realidad una marcha voluntaria tal y como él hizo ver en su despedida del programa. Afirma que el mismo día antes de irse de vacaciones de verano desde la dirección del programa le comunicaron la decisión de no continuar con él anunciando de esta manera a Dani Mateo como presentador del formato.Frank Blanco revela la verdadera razón de su marcha de Zapeando.

## Premios recibidos
Zapeando y su equipo ganaron el premio Antena de Oro en 2015 y la Antena de Plata y el Premio Joven en 2017. También han sido nominados en varias ocasiones en los premios Neox Fan Awards y los Premios Iris.
| Año  | Premio                                              | Categoría                    | Candidato                                                              | Resultado   |
| ---- | --------------------------------------------------- | ---------------------------- | ---------------------------------------------------------------------- | ----------- |
| 2014 | Neox Fan Awards                                     | El programón                 | Zapeando                                                               | Nominado    |
| 2014 | Neox Fan Awards                                     | El mega presentador          | Frank Blanco                                                           | Nominado    |
| 2014 | Neox Fan Awards                                     | El más crack                 | Josie                                                                  | Eliminado   |
| 2015 | Neox Fan Awards                                     | El programón                 | Zapeando                                                               | Nominado    |
| 2015 | Neox Fan Awards                                     | El careto + LOL              | Frank Blanco                                                           | Nominado    |
| 2015 | Neox Fan Awards                                     | Momento OMG                  | Morreo de Boris Izaguirre a Frank Blanco                               | Eliminado   |
| 2015 | Neox Fan Awards                                     | Momento OMG                  | Transparencias de Cristina Pedroche en las campanadas con Frank Blanco | Nominado    |
| 2015 | Premios Antena de Oro                               | Televisión                   | Frank Blanco                                                           | Ganador     |
| 2016 | Premios Iris de la Academia de TV                   | Mejor dirección              | Carlos Herrero, director del programa                                  | Nominado    |
| 2016 | Premios Iris de la Academia de TV                   | Mejor realización            | María Zarazúa, realizadora del programa                                | Nominada    |
| 2017 | Premios Antena de Plata                             | Televisión                   | Anna Simon                                                             | Ganadora    |
| 2017 | Premios Iris de la Academia de TV                   | Mejor realización            | María Zarazúa, realizadora del programa                                | Nominada    |
| 2017 | Premio Joven de la Denominación de Origen La Mancha | Comunicación                 | Zapeando                                                               | Ganador     |
| 2018 | Premio Huevo de Colón de la Cartelera Turia         | Mejor programa de televisión | Zapeando                                                               | Ganador     |
| 2018 | Premios Iris de la Academia de TV                   | Mejor programa               | Zapeando                                                               | Nominado/as |
| 2018 | Premios Iris de la Academia de TV                   | Mejor realización            | María Zarazúa y equipo de realización                                  | Nominado/as |
| 2018 | Premios Iris de la Academia de TV                   | Mejor guion                  | Quique Peinado y equipo de guionistas                                  | Nominado/as |